# Cohennoz
Ne doit pas être confondu avec Crest-Voland Cohennoz.
Cohennoz est une commune française située dans le département de la Savoie, en région Auvergne-Rhône-Alpes.
La commune compte également sur son territoire la station de sports d'hiver, Crest-Voland Cohennoz.

### Lieux et monuments

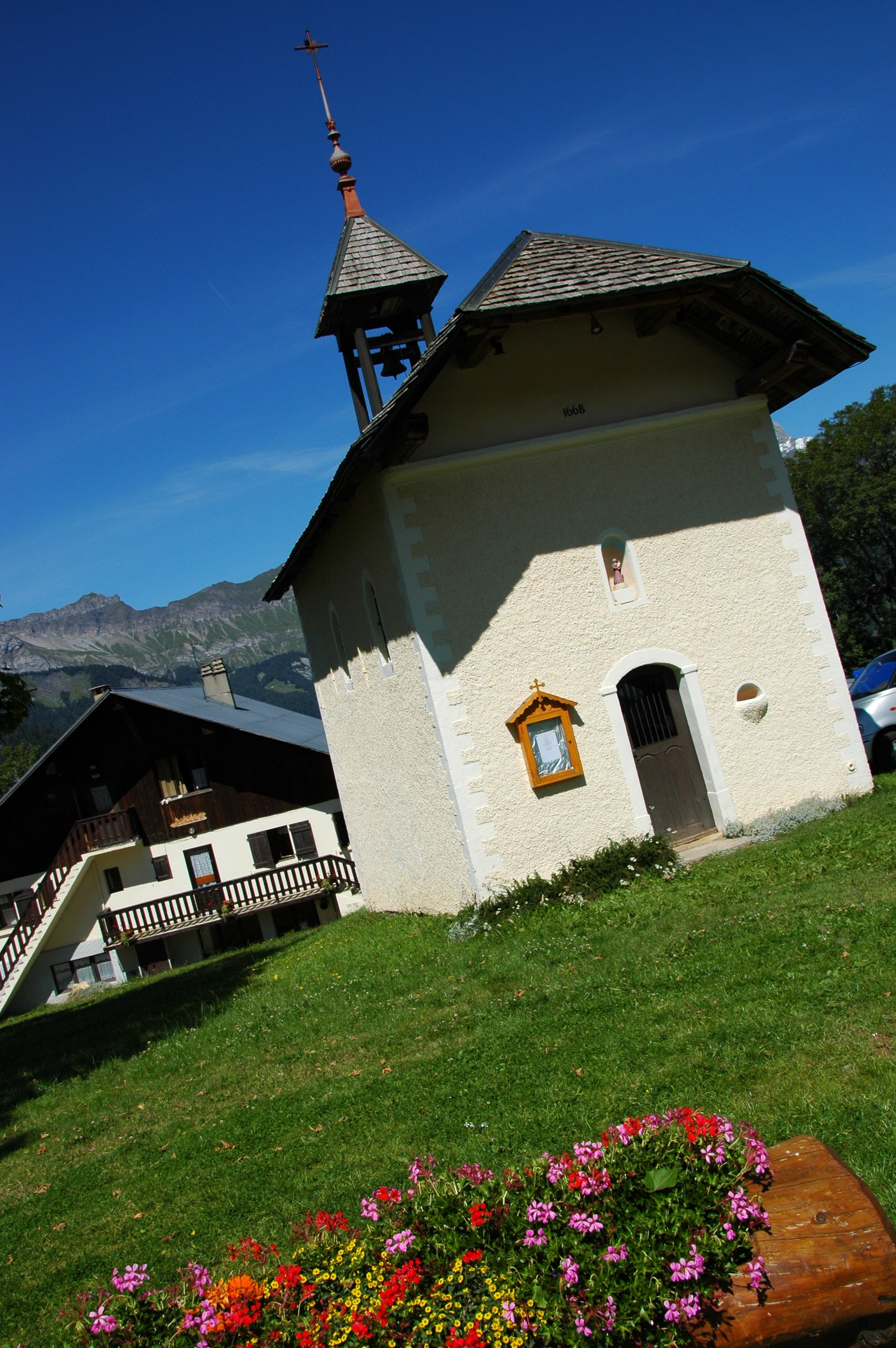
La chapelle du hameau du Cernix.

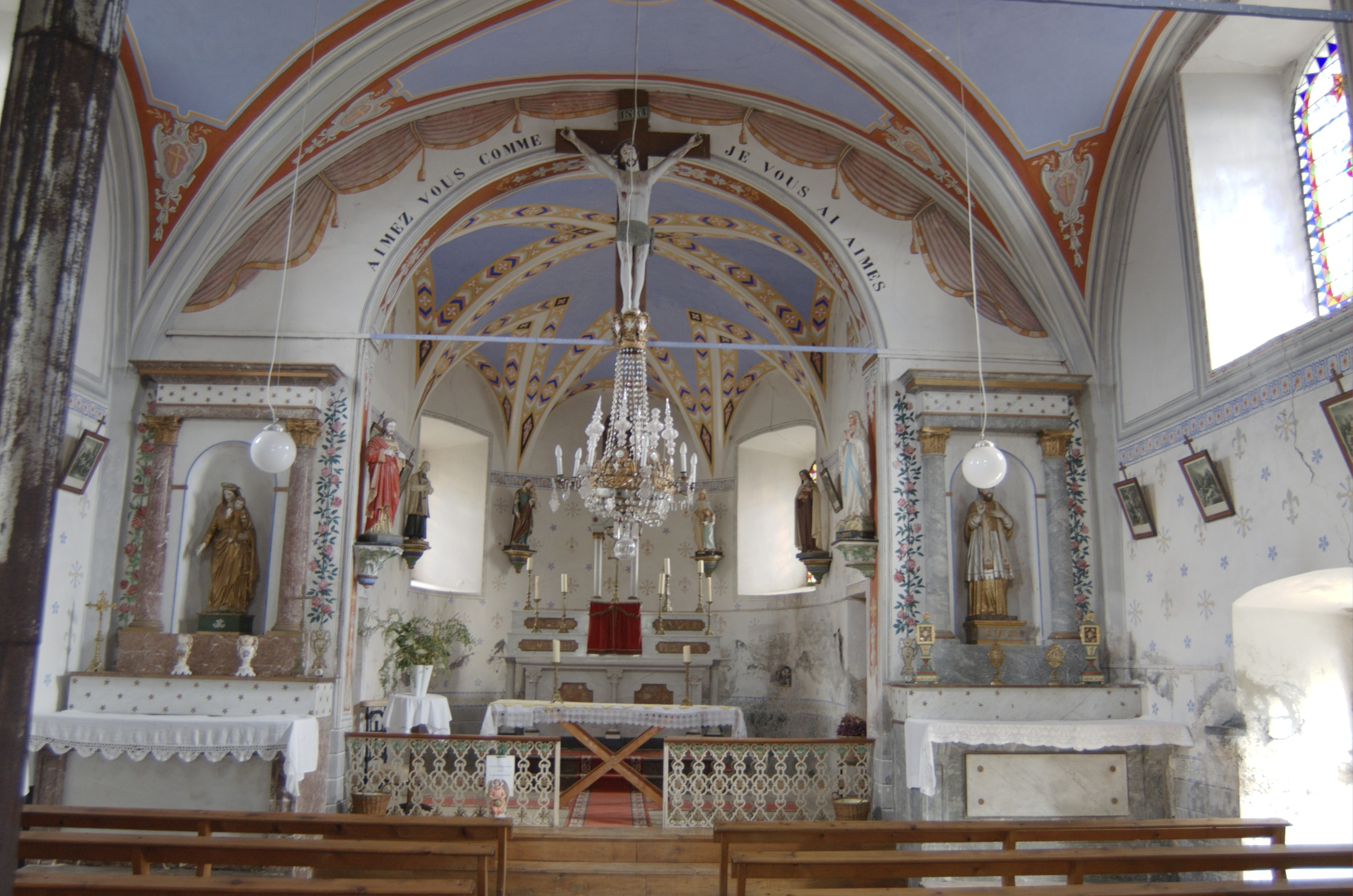
Chœur de l'église Saint-Pierre de Cohennoz.

## Géographie
Cohennoz (fpvl Coënn) est une commune de la Savoie située sur les hauteurs de la rive gauche de l'Arly, en face du massif des Aravis, au pied du Signal de Bisanne.
Le chef-lieu de la commune est en fait un hameau composé de quelques maisons. En raison du développement touristique, le hameau du Cernix, situé du côté de Crest-Voland est devenu beaucoup plus bâti que le chef-lieu lui-même, faisant ainsi de Cohennoz une commune atypique.

### Climat
Pour des articles plus généraux, voir Climat d'Auvergne-Rhône-Alpes et Climat de la Savoie.
En 2010, le climat de la commune est de type climat de montagne, selon une étude du Centre national de la recherche scientifique s'appuyant sur une série de données couvrant la période 1971-2000. En 2020, Météo-France publie une typologie des climats de la France métropolitaine dans laquelle la commune est exposée à un climat de montagne ou de marges de montagne et est dans la région climatique Alpes du nord, caractérisée par une pluviométrie annuelle de 1 200 à 1 500 mm, irrégulièrement répartie en été.
Pour la période 1971-2000, la température annuelle moyenne est de 8,2 °C, avec une amplitude thermique annuelle de 17,5 °C. Le cumul annuel moyen de précipitations est de 1 512 mm, avec 10 jours de précipitations en janvier et 10 jours en juillet. Pour la période 1991-2020, la température moyenne annuelle observée sur la station météorologique de Météo-France la plus proche, « Ugine », sur la commune d'Ugine à 5 km à vol d'oiseau, est de 11,6 °C et le cumul annuel moyen de précipitations est de 1 398,7 mm,. Pour l'avenir, les paramètres climatiques de la commune estimés pour 2050 selon différents scénarios d'émission de gaz à effet de serre sont consultables sur un site dédié publié par Météo-France en novembre 2022.

## Urbanisme

### Typologie
Au 1er janvier 2024, Cohennoz est catégorisée commune rurale à habitat dispersé, selon la nouvelle grille communale de densité à sept niveaux définie par l'Insee en 2022.
Elle est située hors unité urbaine et hors attraction des villes,.

### Occupation des sols
L'occupation des sols de la commune, telle qu'elle ressort de la base de données européenne d’occupation biophysique des sols Corine Land Cover (CLC), est marquée par l'importance des forêts et milieux semi-naturels (94,5 % en 2018), en diminution par rapport à 1990 (95,8 %). La répartition détaillée en 2018 est la suivante : 
forêts (79,8 %), milieux à végétation arbustive et/ou herbacée (14,7 %), prairies (3,2 %), zones urbanisées (2,3 %).
L'IGN met par ailleurs à disposition un outil en ligne permettant de comparer l’évolution dans le temps de l’occupation des sols de la commune (ou de territoires à des échelles différentes). Plusieurs époques sont accessibles sous forme de cartes ou photos aériennes : la carte de Cassini (XVIIIe siècle), la carte d'état-major (1820-1866) et la période actuelle (1950 à aujourd'hui).

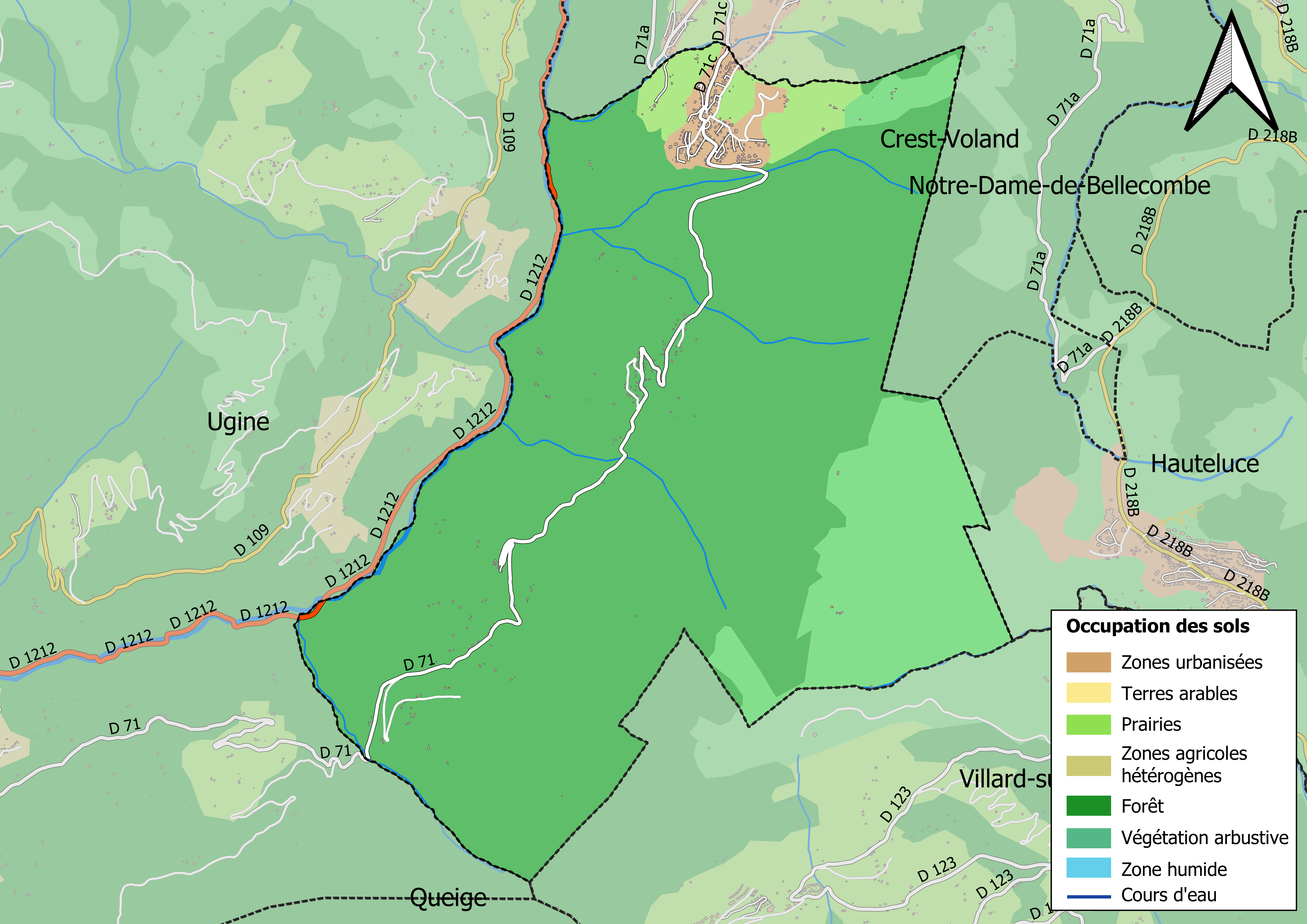
Carte des infrastructures et de l'occupation des sols en 2018 (CLC) de la commune.
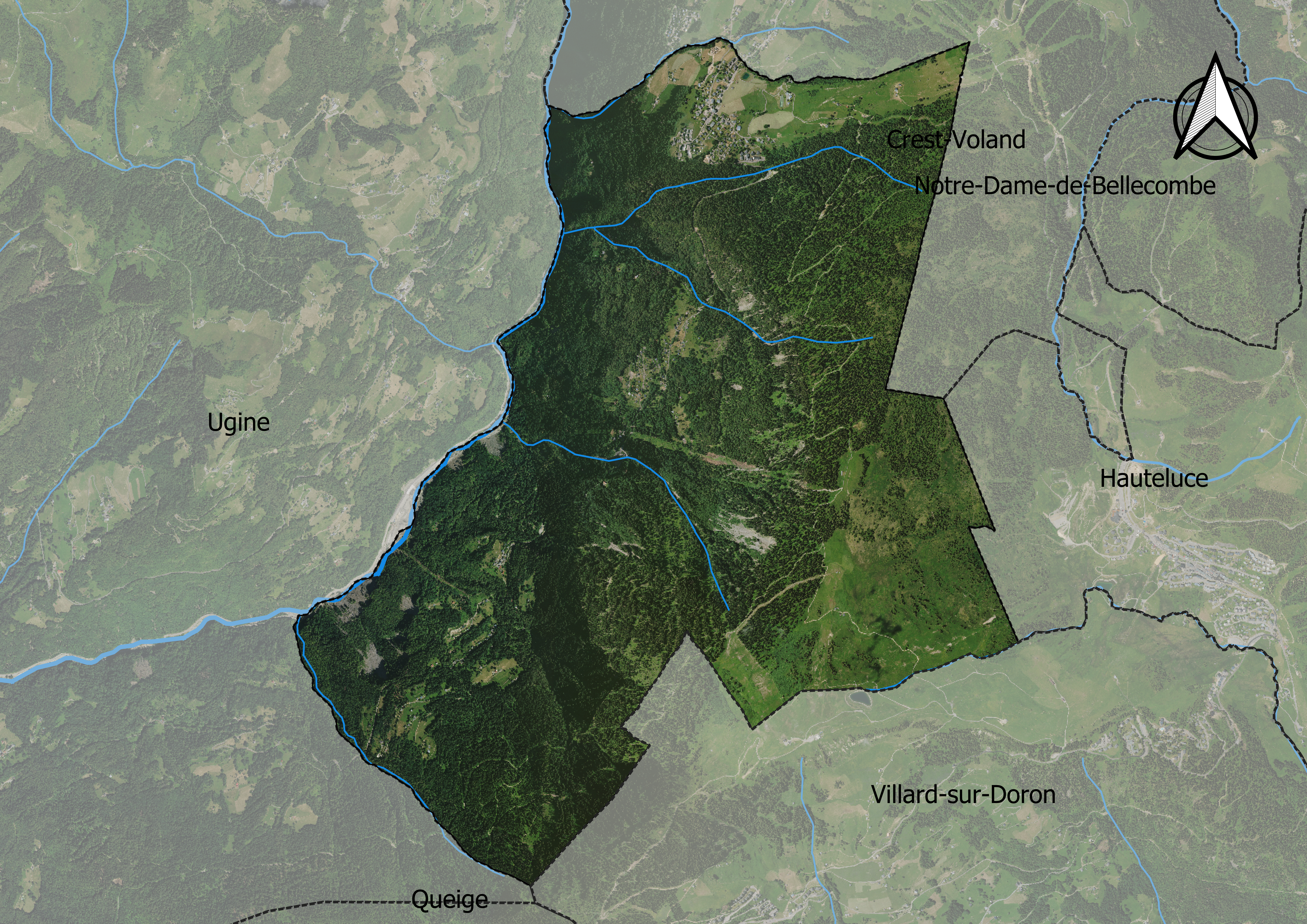
Carte orthophotogrammétrique de la commune.

## Toponymie
En francoprovençal, le nom de la commune s'écrit Le Kouéno, selon la graphie de Conflans.

## Histoire
Commune détachée en l'an VI de la commune d'Héry-sur-Ugine, située sur le versant opposé des gorges de l'Arly. Ironiquement, Héry-sur-Ugine a perdu par la suite sa qualité de commune en étant rattachée à Ugine, mais Cohennoz est demeurée indépendante.
Le nom de la commune vient probablement d'un ancien propriétaire, Cuenoz (orthographe attestée au XVIe siècle).

## Politique et administration
| Période                                  | Période                  | Identité          | Étiquette | Qualité |
| ---------------------------------------- | ------------------------ | ----------------- | --------- | ------- |
| Les données manquantes sont à compléter. |                          |                   |           |         |
| mars 1989                                | mars 2001                | Étienne Maillet   | ...       | ...     |
| mars 2001                                | En cours (au avril 2014) | Christiane Detraz | ...       | ...     |

## Démographie
Ses habitants sont appelés les Cohennerans, selon le site de la commune. On trouve également les formes Cohennrainnes et les Cohennrains, notamment sur le site sabaudia.org.

L'évolution du nombre d'habitants est connue à travers les recensements de la population effectués dans la commune depuis 1800. Pour les communes de moins de 10 000 habitants, une enquête de recensement portant sur toute la population est réalisée tous les cinq ans, les populations de référence des années intermédiaires étant quant à elles estimées par interpolation ou extrapolation. Pour la commune, le premier recensement exhaustif entrant dans le cadre du nouveau dispositif a été réalisé en 2006.

En 2022, la commune comptait 140 habitants, en évolution de −13,58 % par rapport à 2016 (Savoie : +3,63 %, France hors Mayotte : +2,11 %).
| 1800 | 1806 | 1822 | 1838 | 1848 | 1858 | 1861 | 1866 | 1872 |
| ---- | ---- | ---- | ---- | ---- | ---- | ---- | ---- | ---- |
| 434  | 391  | 473  | 380  | 428  | 366  | 415  | 341  | 306  |

| 1876 | 1881 | 1886 | 1891 | 1896 | 1901 | 1906 | 1911 | 1921 |
| ---- | ---- | ---- | ---- | ---- | ---- | ---- | ---- | ---- |
| 313  | 293  | 323  | 315  | 319  | 292  | 308  | 268  | 238  |

| 1926 | 1931 | 1936 | 1946 | 1954 | 1962 | 1968 | 1975 | 1982 |
| ---- | ---- | ---- | ---- | ---- | ---- | ---- | ---- | ---- |
| 220  | 229  | 257  | 200  | 141  | 117  | 82   | 91   | 95   |

| 1990 | 1999 | 2006 | 2011 | 2016 | 2021 | 2022 | - | - |
| ---- | ---- | ---- | ---- | ---- | ---- | ---- | - | - |
| 121  | 138  | 156  | 150  | 162  | 145  | 140  | - | - |

## Économie

### Tourisme
En 2014, la capacité d'accueil de la commune, estimée par l'organisme Savoie Mont Blanc, est de 3 078 lits touristiques répartis dans 580 établissements. Celle de la station, comprenant également les structures de Crest-Voland, est 7 681 lits touristiques répartis dans 1 355 établissements. Les hébergements se répartissent comme suit : 98 meublés  sur les 304 que l'on trouve dans la station ; 1 des 4 hôtels ; 2 des 10 centres ou villages de vacances / auberges de jeunesse / maisons familiales ; le 1 gîte et la chambre d'hôtes se trouvent dans la commune voisine.
La commune dispose d'une station de sports d'hiver, Crest-Voland Cohennoz, reliée avec le grand domaine skiable Espace Diamant.